# August Ziegert

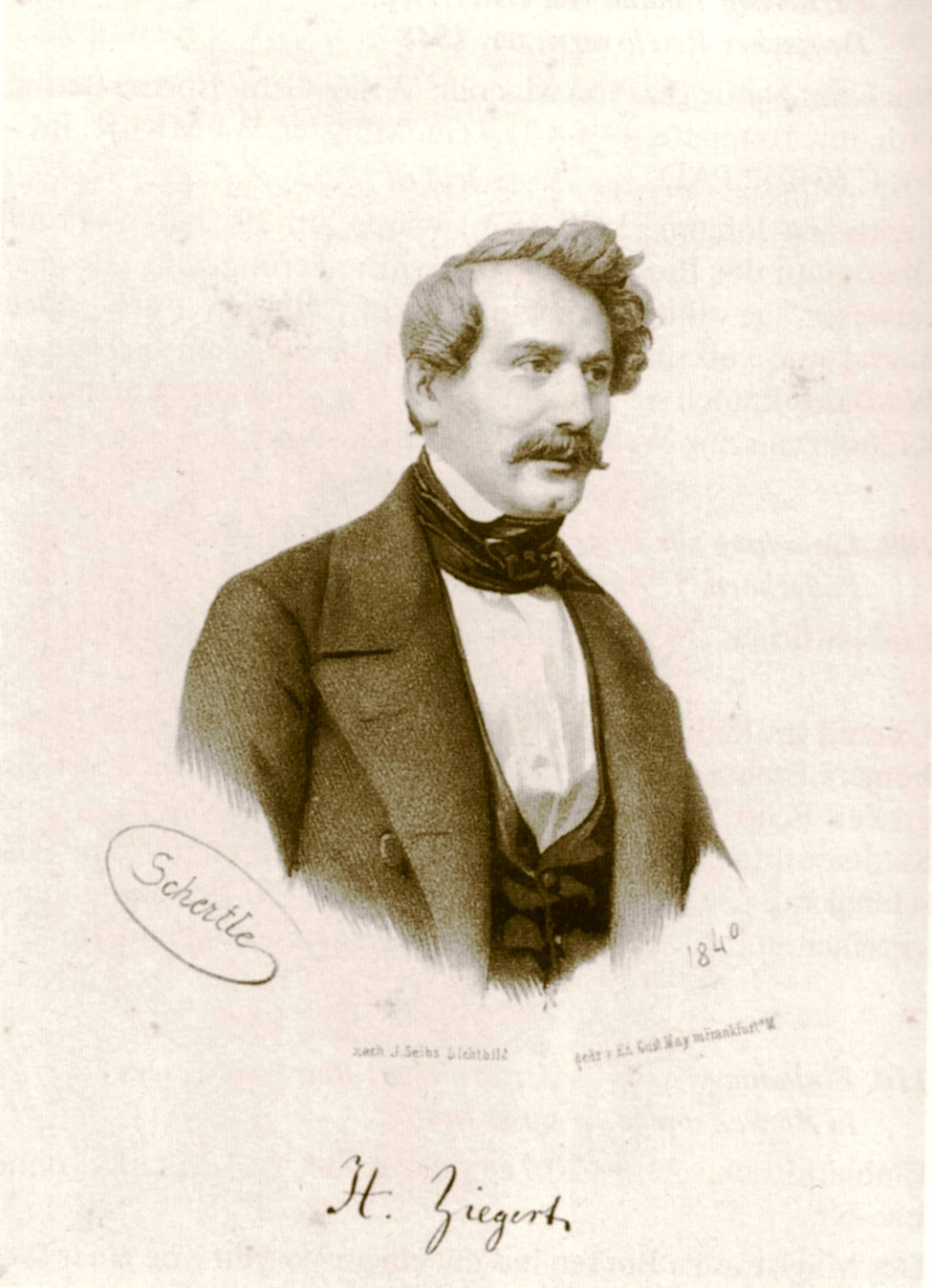
August Ziegert, Lithografie nach einer Zeichnung von Valentin Schertle

August Hermann Ziegert (* 16. Juli 1810 in Bergwitz; † 2. Mai 1882 in Breslau) war ein deutscher Jurist, Beamter und Politiker.

## Leben und Wirken
Der Sohn des damaligen Pfarrers in Bergwitz Johann Christoph Ziegert (* 16. Juli 1767 in Pötzschau; † 5. Juli 1840 in Irxleben) und dessen zweiter Frau, die aus Oranienbaum stammende Marie Bürkner, besuchte vom 23. April 1824 bis zum 25. März 1829 die Landesschule Pforta. Er studierte von 1829 bis 1833 an den Universitäten Halle-Wittenberg und Berlin Rechts- und Kameralwissenschaften. Während des Studiums schloss er sich 1829 der Alten Hallischen Burschenschaft Germania und 1830 der Burschenschaft Arminia Halle an. 1832 wurde er in Halle zum Dr. phil. promoviert. Seine berufliche Laufbahn begann Ziegert 1833 als Oberlandesgerichtsreferendar in Magdeburg. Da er jedoch Burschenschafter gewesen war, wurde er als Verdächtigter verhaftet und in der Hausvogtei Berlin inhaftiert. Wieder frei gekommen übernahm er 1840 die Stelle eines Regierungsassessors beim Oberlandesgericht in Minden und stieg dort 1847 zum Regierungsrat bei der Bezirksregierung Minden auf. Als solcher wirkte er 1849 in Bromberg, 1852 in Posen, 1860 in Arnsberg, 1862 in Oppeln und 1873 als geheimer Regierungsrat in Breslau. 1860 bis 1864 wirkte er Als Vertreter des Wahlkreises 
Bentschen im preußischen Abgeordnetenhaus. Von der Universität Breslau, wurde ihm die juristische Doktorwürde verliehen. 1886 wurde er außer Dienst gestellt und verlebte im Kreis seiner Familie die letzten Jahre.
Während der Revolution von 1848/49 gehörte Ziegert vom 18. Mai 1848 bis zum 25. Mai 1849 der Frankfurter Nationalversammlung für den Wahlkreis Minden an. Er schloss sich der Fraktion Württemberger Hof an. Diese gehörte zum linken Zentrum und sprach sich für eine parlamentarische Monarchie aus. Ziegert machte sich einen Namen mit Reden zur Außenpolitik. So sprach er sich unter anderem für die Zugehörigkeit von Schleswig-Holstein, Böhmen und Limburg zu Deutschland aus. Nachdem die preußische Regierung am 7. Mai 1849 die Mandate der preußischen Abgeordneten für erloschen erklärt hatte, gehörte Ziegert zu denjenigen, die zunächst noch in Frankfurt verblieben. Die Verlegung des Rumpfparlaments nach Stuttgart am 30. Mai machte er wie die übrigen verbliebenen westfälischen Abgeordneten allerdings nicht mehr mit. 
Wegen seiner linksliberalen Einstellung wurde er innerhalb der Mindener Regierung kritisch gesehen. Nach dem Ende der Reaktionsära gehörte Ziegert von 1862 bis 1866 dem preußischen Abgeordnetenhaus als Mitglied des linken Centrums an.